# Theodor August Johannes Maris
Theodor August Johannes Maris (Weert, 3 de janeiro de 1920 – Porto Alegre, 20 de agosto de 2010) foi um físico teórico, pesquisador e professor universitário brasileiro.
Grande oficial da Ordem Nacional do Mérito Científico e membro titular da Academia Brasileira de Ciências, Theodor era professor emérito da Universidade Federal do Rio Grande do Sul (UFRGS) e pesquisador emérito do CNPq. Maris foi essencial para a fundação do Instituto de Física da UFRGS. 

## Biografia
Maris nasceu em Weert, na Holanda, em 1920. Após terminar os estudos do equivalente ao ensino médio, ele foi para a Alemanha, onde ingressou no curso de física da Universidade de Munique. Lá ele conheceu sua futura esposa, Wiltrud, e também lá nasceram suas duas filhas mais velhas, Elisabeth e Eva Maria. Em 1954, obteve um doutorado com distinção acadêmia pela universidade, com tese sobre entropia em estados não-estacionários, sob a orientação de Fritz Bopp.

## Carreira
De Munique, Maris mudou-se para a Fundação Nobel, em Estocolmo, em 1954, e daí para o Instituto Gustaf Werner de Química Nuclear, em Uppsala, em 1956, onde iniciou pesquisa teórica e experimental nas chamadas reações quase-livres, importantes para a pesquisa da estrutura nuclear, especialmente do modelo de camadas. Os resultados dessas pesquisas tornaram Maris internacionalmente conhecido. Além de propor os processos quase-livres e de interpretar e analisar teoricamente os resultados, Maris participou também ativamente das experiências propriamente ditas.
Em 1958, Maris foi para o Instituto de Física Niels Bohr, em Copenhague e após um ano, se transferiu para a Universidade Estadual da Flórida, em Tallahassee. Foi nesta universidade que Maris recebeu o convite, em 1959, para auxiliar na criação de um instituto de física na Universidade Federal do Rio Grande do Sul e impulsionar suas pesquisas.

## Brasil
Já havia, nesta universidade, um pequeno Centro de Pesquisas Físicas, fundado em 1953 por iniciativa de Antônio E. P. Cabral, egresso do curso de física. Para que se pudesse realizar pesquisa científica e experimental, era necessária a presença de um físico experiente. Maris tinha competência não só para orientar estudantes, mas também para sugerir políticas científicas que garantissem um desenvolvimento orgânico e qualificado, em nível internacional, para o instituto como um todo.
No Brasil, Maris continuou sua pesquisa com reações quase-livres, além de iniciar trabalhos sobre a eletrodinâmica quântica partindo de massas nulas para o elétron e o múon, atribuindo a origem das massa à interação eletromagnética. A ausência de unidade de massa em uma teoria dessa natureza implica que só fazem sentido razões entre massas. A relação entre a massa do elétron e do múon, em que Maris trabalhou pelo resto da vida, continua um problema aberto até hoje. Ele também se aprofundava em Teoria Quântica de Campos.
Maris propôs a a criação de um grupo de pesquisa em Física de Plasmas, por envolver forte componente de Física Clássica e amplo espectro de aplicações tecnológicas, além de impulsionar pesquisas com Efeito Mössbauer e em Física de Laser, já com vistas a futuras aplicações.
Em 1990, Maris se aposentou compulsoriamente, por idade. Sem interesse por cargos de chefia, continuou dando aulas na pós-graduação da UFRGS. Ainda que tivesse recebido vários convites para cátedras em várias universidades no exterior, Maris permaneceu no Brasil. Publicou mais de cem artigos científicos em periódicos nacionais e internacionais, orientando a primeira e a segunda geração de físicos do instituto que ajudo a criar.
Em 1974, foi eleito membro correspondente da Academia Brasileira de Ciências e, depois de se naturalizar brasileiro, foi eleito como membro titular, em 1989. Em 1996 foi admitido na Ordem Nacional do Mérito Científico da Presidência da República, na categoria de Grã Cruz. Em 1990, a UFRGS concedeu-lhe o título de Professor Emérito e em 2007 foi agraciado com o título de Pesquisador Emérito pelo CNPq.

## Morte
Maris morreu em 20 de agosto de 2010, aos 90 anos, em Porto Alegre.